# 南桥镇 (行唐县)
南桥镇，是中华人民共和国河北省石家庄市行唐县下辖的一个乡镇级行政单位。

## 行政区划
南桥镇下辖以下地区：
南桥村、故郡村、东市庄村、西市庄村、东杨庄村、西杨庄村、南件村、北件村、安里村、北龙岗村、南龙岗村、北桥村、葛仙庄村、柳树沟村、南安太庄村、东安太庄村和西安太庄村。